# NGC 4267
NGC 4267 је елиптична галаксија у сазвежђу Девица која се налази на NGC листи објеката дубоког неба.
Деклинација објекта је + 12° 47' 54" а ректасцензија 12h 19m 45,3s. Привидна величина (магнитуда) објекта NGC 4267 износи 10,8 а фотографска магнитуда 11,8. Налази се на удаљености од 15,500 милиона парсека од Сунца. NGC 4267 је још познат и под ознакама UGC 7373, MCG 2-32-4, CGCG 70-13, VCC 369, PGC 39710.